# Чемпионат России по вольной борьбе
Чемпионат России по вольной борьбе — соревнование российских борцов вольного стиля за звание чемпиона России. Впервые был проведён в 1992 году в Санкт-Петербурге. Проводился ежегодно за исключением 1998 года, когда из-за обрушения балкона во время соревнований в Нальчике погибли люди и турнир отменили.

## Чемпионаты России по вольной борьбе
| Чемпионат      | Дата           | Год  | Место проведения |
| -------------- | -------------- | ---- | ---------------- |
| 1-й чемпионат  |                | 1992 | Санкт-Петербург  |
| 2-й чемпионат  |                | 1993 | Москва           |
| 3-й чемпионат  |                | 1994 | Санкт-Петербург  |
| 4-й чемпионат  |                | 1995 | Пермь            |
| 5-й чемпионат  |                | 1996 | Тула             |
| 6-й чемпионат  |                | 1997 | Кызыл            |
|                | отменён        | 1998 | Нальчик          |
| 7-й чемпионат  |                | 1999 | Кызыл            |
| 8-й чемпионат  | 22 — 24 января | 2000 | Санкт-Петербург  |
| 9-й чемпионат  | 1 — 4 марта    | 2001 | Москва           |
| 10-й чемпионат | 12 — 16 июня   | 2002 | Якутск           |
| 11-й чемпионат | 7 — 11 июня    | 2003 | Черкесск         |
| 12-й чемпионат |                | 2004 | Санкт-Петербург  |
| 13-й чемпионат | 7 — 10 июля    | 2005 | Краснодар        |
| 14-й чемпионат | 13 — 16 июля   | 2006 | Нижневартовск    |
| 15-й чемпионат | 3 — 6 июля     | 2007 | Москва           |
| 16-й чемпионат | 2 — 5 июня     | 2008 | Санкт-Петербург  |
| 17-й чемпионат | 3 — 5 июля     | 2009 | Казань           |
| 18-й чемпионат | 25 — 27 июня   | 2010 | Волгоград        |
| 19-й чемпионат | 1 — 4 июля     | 2011 | Якутск           |
| 20-й чемпионат | 25 — 27 мая    | 2012 | Санкт-Петербург  |
| 21-й чемпионат | 14 — 16 июня   | 2013 | Красноярск       |
| 22-й чемпионат | 19 — 22 июня   | 2014 | Якутск           |
| 23-й чемпионат | 7 — 10 мая     | 2015 | Каспийск         |
| 24-й чемпионат | 27 — 30 мая    | 2016 | Якутск           |
| 25-й чемпионат | 10 — 15 июня   | 2017 | Назрань          |
| 26-й чемпионат | 2—6 августа    | 2018 | Одинцово         |
| 27-й чемпионат | 4—8 июля       | 2019 | Сочи             |
| 28-й чемпионат | 15—18 октября  | 2020 | Наро-Фоминск     |
| 29-й чемпионат | 12—14 марта    | 2021 | Улан-Удэ         |
| 30-й чемпионат | 16—19 июня     | 2022 | Кызыл            |
| 31-й чемпионат | 13—19 июня     | 2023 | Каспийск         |
| 32-й чемпионат | 23—28 апреля   | 2024 | Москва           |
| 33-й чемпионат | 27—28 июня     | 2025 | Москва           |